# Mummola
Mummola é um filme de comédia dramática de 2023 escrito e dirigido por Tia Kouvo em sua estreia na direção de longas-metragens. Estrelado por Leena Uotila, Ria Kataja, Elina Knihtilä e Tom Wentzel, o filme segue uma reunião anual de Natal em família que vê as tensões habituais aumentarem. É baseado no curta de Kouvo de 2018 com o mesmo nome.
O filme teve sua estreia mundial na seção Encontros do 73º Festival Internacional de Cinema de Berlim em 20 de fevereiro de 2023. Foi escolhido como a entrada finlandesa para Melhor Longa-Metragem Internacional no 97º Oscar, mas não foi indicado.

## Elenco
- Ria Kataja como Susanna
- Elina Knihtilä como Helena
- Leena Uotila como Ella
- Tom Wentzel como Lasse
- Jarkko Pajunen como Risto
- Sakari Topi como Simo
- Elli Paajanen como Hilla
- Toomas Talikka como Kassu

## Produção
Foi noticiado em 15 de setembro de 2021 que a Aamu Film Company iria produzir o filme, que entrará em produção em fevereiro e março de 2022. Produzido por Jussi Rantamäki e Emilia Haukka, o elenco inclui Leena Uotila, Elina Knihtilä e Ria Kataja. Aamu Film produziu o filme em co-produção com Vilda Bomben Film e Film i Väst, da Suécia. Tom Wentzel, Jarkko Pajunen, Elli Paajanen e Toomas Talikka foram selecionados como elenco coadjuvante.

## Lançamento
Mummola teve sua estreia mundial na seção Encounters do 73º Festival Internacional de Cinema de Berlim em 20 de fevereiro de 2023. A Aurora Studios é responsável pela distribuição na Finlândia, enquanto a The Match Factory está cuidando das vendas mundiais do filme.